# Лукоме-Кольонія
Лукоме-Кольонія (пол. Łukomie-Kolonia) — село в Польщі, у гміні Росьцишево Серпецького повіту Мазовецького воєводства.
Населення — 82 особи (2011).
У 1975-1998 роках село належало до Плоцького воєводства.

## Демографія
Демографічна структура станом на 31 березня 2011 року:
|          | Загалом | Допрацездатний вік | Працездатний вік | Постпрацездатний вік |
| -------- | ------- | ------------------ | ---------------- | -------------------- |
| Чоловіки | 43      | 11                 | 25               | 7                    |
| Жінки    | 39      | 13                 | 19               | 7                    |
| Разом    | 82      | 24                 | 44               | 14                   |